# ASLAN (algoritmo)
ASLAN (del inglés Algorithm for Sequence Location Approximation using Nuclear Families) es un algoritmo que fue desarrollado para localizar secuencias del genoma que no están mapeadas en el genoma humano de referencia. En él se emplean datos de familias nucleares y un modelo de Máxima verosimilitud para identificar las regiones de origen más probables del genoma de referencia. El objetivo de ASLAN es mejorar el mapeo de regiones genómicas, localizar regiones de alta diversidad genética y explorar áreas del genoma que no estaban previamente descritas.

## Contexto
El genoma humano de referencia, GRCh38, aunque es un avance muy importante en el campo de la genómica, es incompleto, presenta brechas y no representa toda la diversidad genética humana (Carece de más de 200 Megabases). Las brechas o gaps son regiones del genoma que no están completamente secuenciadas, y por tanto no representan toda la diversidad genética en el genoma de referencia, son "huecos" en el genoma en los que falta información, debido a características complejas de estas regiones o limitaciones tecnológicas. Estos gaps se encuentran principalmente en Telómeros, Centrómeros y regiones heterocromáticas. El algoritmo ASLAN fue creado para evitar estos problemas, localizando secuencias no mapeadas y ayudando así a completar el genoma de referencia.

## Metodología
- Funcionamiento de ASLAN
  - ASLAN usa datos de secuenciación genómica (WGS) de familias nucleares que tienen tanto secuencias ya alineadas al genoma de referencia como secuencias no mapeadas. Necesita información del parentesco de las familias para así analizar los patrones de herencia. Un ejemplo de base de datos usada es iHART (Un gran WGS data set de familias con hijos autistas)[2]
  - Fragmentación en k-mer: Los datos de secuenciación son divididos en k-mer, que son subsecuencias de longitud fija, 100 bases. Estos se usan porque son cortos para que aparezcan en varias lecturas, pero lo suficientemente largos para ser únicos en ciertas regiones. La prevalencia de k-mer representa el porcentaje de los individuos en los que aparece el k-mer (en ASLAN se filtran tomando únicamente los k-mer que tienen una prevalencia entre el 20-80%).
  - Faseo genético: ASLAN usa un Modelo Oculto de Markov (HMM) para determinar que copia del gen proviene del padre o de la madre. Se usa el algoritmo de Viterbi[3] dentro del HMM para saber qué progenitor ha contribuido con cada segmento del genoma heredado por los hijos y detectar transiciones entre estados de herencia.
  - ASLAN usa un modelo de máxima verosimilitud que determina que un k-mer tenga su origen en una región específica del del genoma. Tiene en cuenta los patrones de herencia, la prevalencia de los k-mer y el faseo genético nombrado anteriormente.
  - Con todo esto, ASLAN calcula la probabilidad de que un k-mer pertenezca a una región concreta del genoma.
  - ASLAN asigna los k-mer a regiones del genoma con una resolución media de 1 Megabases.
- Validación de ASLAN
  - ASLAN valida sus resultados utilizando datos sintéticos y secuencias alternativas ya conocidas (como los "decoy genomes"). La validación se realizó para asegurar la precisión y exactitud del algoritmo. En la validación se encontró que  es más efectivo para k-mers con una prevalencia intermedia, siendo peor su capacidad para identificar k-mers con una prevalencia muy alta o muy baja.

## Resultados
- Alta precisión: Mas del 90% de las secuencias genómicas son localizadas con una precisión del 92% y con una resolución media de 1Mb
- Reconocimiento de brechas del genoma de referencia e identificación de secuencias no mapeadas.
- Concordancia en la mayoría de los casos en la comparación con el ensamblaje T2T-CHM13,[4][5] excepto en regiones de alta diversidad genética o secuencias no representadas en T2T-CHM13, como centrómeros y telómeros.

## Aplicaciones
- Identificación de regiones de alta diversidad genética: Permite identificar secuencias no mapeadas en los ensamblajes actuales, como los telómeros y centrómeros.
- Identificación de Nuevas Variantes Genéticas: ASLAN puede mapear variantes genéticas que no están catalogadas en las actuales bases de datos, lo que puede ser útil para el estudio de enfermedades genéticas.
- Validación de ensamblajes genómicos: ASLAN se ha usado para validar y analizar el ensamblaje T2T-CHM13. Proporciona una forma independiente de verificar la calidad y la exactitud de ensamblajes genómicos avanzados.
- Contribución a la pangenómica: ASLAN es complementario para caracterizar la diversidad genética, proporcionando una visión mas completa de las variaciones genéticas de la población, y llevar así al desarrollo de un pangenoma humano.

## Limitaciones
A pesar de su precisión, el algoritmo presenta problemas al localizar secuencias en regiones que son altamente repetitivas y con duplicaciones, también pueden causar algún error las regiones que tienen mucha recombinación entre cromosomas.
A pesar de estas limitaciones, se espera que, con futuros avances en tecnologías de secuenciación, unido a mejoras en los algoritmos, permitan una mayor precisión en las regiones genómicas más complejas.
1. ↑  Chrisman, Brianna; He, Chloe; Jung, Jae-Yoon; Stockham, Nate; Paskov, Kelley; Washington, Peter; Petereit, Juli; Wall, Dennis P. (1 de octubre de 2023). «Localizing unmapped sequences with families to validate the Telomere-to-Telomere assembly and identify new hotspots for genetic diversity». Genome Research (en inglés) 33 (10): 1734-1746. ISSN 1088-9051. PMC 10691534. PMID 37879860. doi:10.1101/gr.277175.122. Consultado el 12 de diciembre de 2024.
2. ↑  Ruzzo, Elizabeth K.; Pérez-Cano, Laura; Jung, Jae-Yoon; Wang, Lee-kai; Kashef-Haghighi, Dorna; Hartl, Chris; Singh, Chanpreet; Xu, Jin et al. (2019-08). «Inherited and De Novo Genetic Risk for Autism Impacts Shared Networks». Cell (en inglés) 178 (4): 850-866.e26. PMC 7102900. PMID 31398340. doi:10.1016/j.cell.2019.07.015. Consultado el 12 de diciembre de 2024.
3. ↑  «Committees, 1973–74». Proc. Soc. Anal. Chem. 10 (6): 125-126. 1973. ISSN 0037-9697. doi:10.1039/sa9731000125. Consultado el 12 de diciembre de 2024.
4. ↑  Miga, Karen H.; Koren, Sergey; Rhie, Arang; Vollger, Mitchell R.; Gershman, Ariel; Bzikadze, Andrey; Brooks, Shelise; Howe, Edmund et al. (2020-09). «Telomere-to-telomere assembly of a complete human X chromosome». Nature (en inglés) 585 (7823): 79-84. ISSN 1476-4687. PMC 7484160. PMID 32663838. doi:10.1038/s41586-020-2547-7. Consultado el 12 de diciembre de 2024.
5. ↑  Nurk, Sergey; Koren, Sergey; Rhie, Arang; Rautiainen, Mikko; Bzikadze, Andrey V.; Mikheenko, Alla; Vollger, Mitchell R.; Altemose, Nicolas et al. (2022-04). «The complete sequence of a human genome». Science 376 (6588): 44-53. PMC 9186530. PMID 35357919. doi:10.1126/science.abj6987. Consultado el 12 de diciembre de 2024.